# Cerurographa bistonica
Cerurographa bistonica là một loài bướm đêm trong họ Geometridae.